# 김영미 (컬링 선수)
김영미(金榮美, 1991년 3월 10일~)은 대한민국의 컬링 선수이다. 태평양-아시아 주니어 선수권 대회에서 은메달 3개를 획득하였고, 성인 선수로서는 2번의 유니버시아드에 참가하였다. 또한 태평양-아시아 선수권 대회에서 금메달 2개, 은메달 1개, 동메달 1개를 획득했다. 2018년 동계 올림픽 컬링 여자 종목에서 리드 (제1선수)로 활약했다. 2022년 동계 올림픽 컬링 여자 종목에서는 핍스로 포지션을 변경했다.
같은 컬링 국가대표인 김경애의 언니이기도 하다. 별명은 2013년 다른 선수들과 식사를 하다 즉석에서 지은 이름인 '팬케이크'이다. 그리고 2024년 Edurank(세계대학랭크)에서 선정하는 2024 가장 주목할만한 대구가톨릭대학교 동문 1위에 선정되었다.

## 선수 경력

### 어린 시절
1991년 3월 10일 경상북도 의성군에서 태어나, 여동생 김경애와 함께 홀어머니 밑에서 자랐다. 종교는 개신교(예장합동)이다. 2006년 5월 의성군에 컬링훈련원이 완공됐고, 의성여자고등학교 1학년 때 친구 김은정과 방과후 활동으로 컬링 동아리에 들어가 컬링을 본격적으로 시작하게 됐다. 동생 경애는 언니 심부름으로 컬링장에 우연히 왔다가 컬링을 시작하게 됐고, 이후 경애 친구 김선영이 합류하였다.
대구가톨릭대학교에 진학했고, 경북체육회 여자컬링부에 소속됐다. 그해 5월에는 세계 주니어 컬링 선수권 대회에서 우승하여 2010년 아시아 태평양 주니어 선수권 대회에 출전하게 되었고, 결승전에서 중국과 만나 3-4로 아쉽게 패배하였으나 생애 첫 국제대회 은메달을 획득했다. 2012년 4월에는 전국컬링선수권대회에서 정상에 올랐다.
2014년 스위스 플림스에서 열린 세계 주니어선수권에서 다시 국가대표로 출전해 리그전에서 캐나다와 공동 1위에 올라 첫 자력진출을 이뤄냈으며 결승전까지 진출, 캐나다에게 패배했지만 세계챔피언십으로는 처음으로 은메달을 획득하였다. 2016년 11월 아시아태평양선수권대회에서는 결승전에서 중국을 꺾고 사상 처음으로 우승을 거머쥐었다. 이듬해 2017년 2월 삿포로 동계아시안게임 여자 컬링에 출전해 결승전에서 중국을 만났으나 5-12로 패배하고 은메달을 획득하였다.

### 2018년 동계 올림픽
2017년 10월 3일, 경기도 이천시 장애인 컬링훈련원에서 열린 2017~18시즌 컬링 국가대표 여자부 최종선발전에서 경북체육회가 4승 1패를 거두며 평창올림픽 여자 컬링 국가대표가 되었다.
2018년 2월 20일 예선 7차전 미국과의 경기에서 9-6으로 승리하면서, 예선 1위 자리를 지켰고 남은 경기결과와 상관없이 본선 진출을 확정하였다. 2018년 2월 23일 일본팀과의 준결승전에서는 10엔드까지 7-6으로 앞섰으나, 막판에 일본팀이 1점 득점에 성공하면서 7-7 동점으로 11엔드 연장전에 들어갔다. 이후 일본의 스톤이 더 가까운 상황에서 김은정의 마지막 드로가 약하게 시작되자 스위핑을 거들었고, 그대로 안착에 성공해 8-7로 승리를 확정지으며 사상 첫 올림픽 결승전에 진출하였다.